# Álvaro Noboa

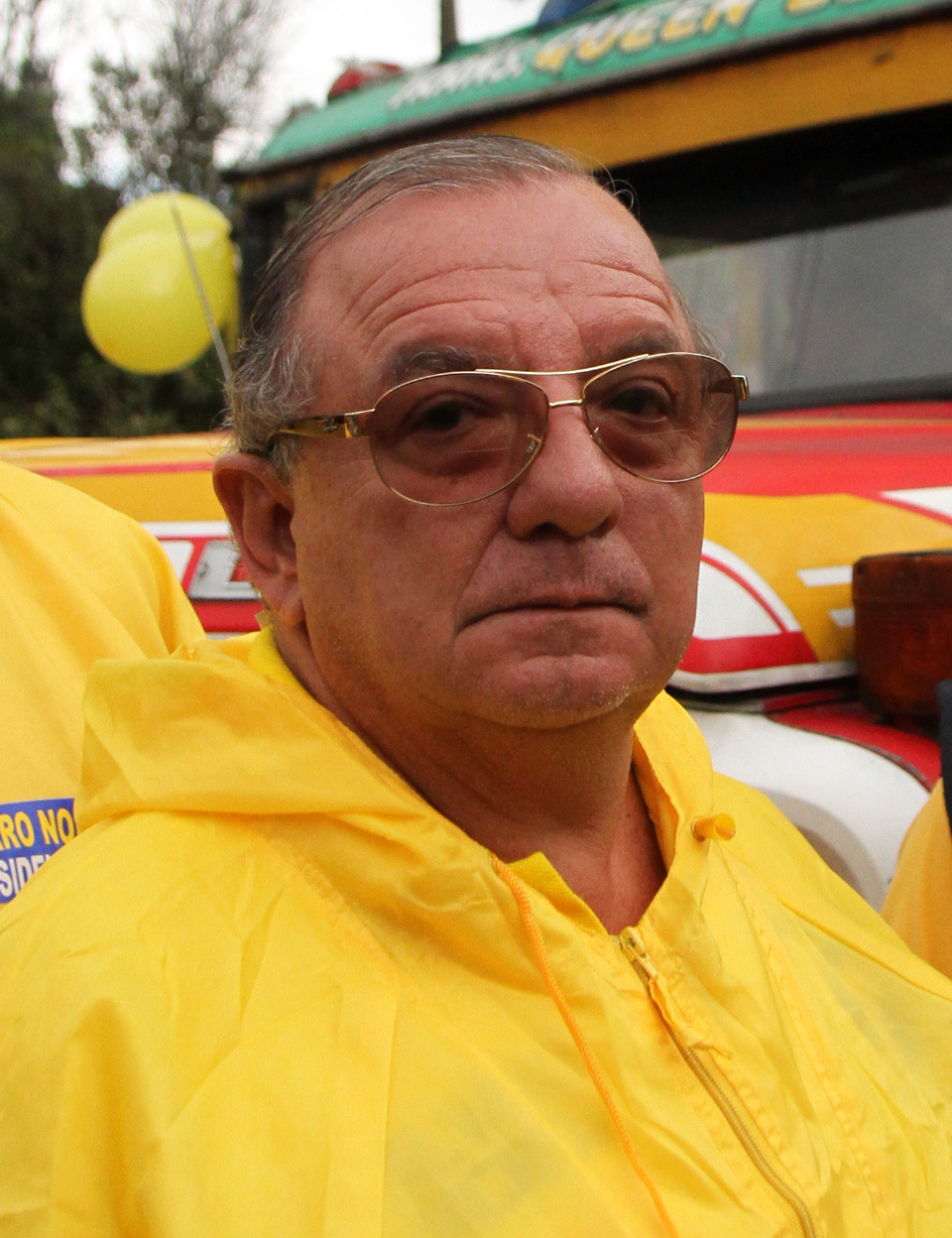
Álvaro Noboa in 2013

Álvaro Noboa (Guayaquil, 1 november 1950) is een Ecuadoraans politicus en zakenman. 
Hij geldt als een van de rijkste mannen van Ecuador: de Noboa Group omvat meer dan 110 bedrijven. Álvaro is de zoon van Luis Naboa Naranjo, die de rijkste man van het land werd met zijn bananenimperium.
Noboa studeerde aan de Universiteit van Guayaquil en aan de American Management Association (New York, Verenigde Staten).

## Presidentsverkiezingen
Álvaro Noboa heeft meermaals pogingen ondernomen om president van Ecuador te worden. Vanaf 1998 was hij kandidaat bij vijf opeenvolgende presidentsverkiezingen, maar telkens zonder succes.
In 1998 was hij kandidaat namens de centrum-rechtse populistische Partido Roldosista Ecuatoriano (PRE). Hij behaalde de tweede ronde, maar verloor deze van Jamil Mahuad. Na deze verkiezingen verliet hij zijn partij en richtte hij de Partido Renovador Institucional Acción Nacional (PRIAN) op. Met deze partij nam hij deel aan de presidentsverkiezingen van 2002, 2006, 2009 en 2013.
Net als in 1998 wist Noboa bij de presidentsverkiezingen van 2002 en 2006 tot de tweede ronde door te dringen, maar kwam hij uiteindelijk als verliezer uit de strijd. In 2002 kreeg hij 45% van de stemmen en verloor hij van Lucio Gutiérrez, in 2006 eindigde hij (ondanks dat hij wel de eerste ronde had gewonnen) met 43% achter Rafael Correa. Ook in 2009 en 2013 werd Noboa verslagen toen de zittende president Correa al in de eerste ronde werd herkozen.
De ambitie om president van Ecuador te worden werd in 2023 wel waargemaakt door Noboa's zoon Daniel Noboa.